# Jacó Roberto Hilgert
Jacó Roberto Hilgert (* 27. Januar 1926 in Harmonia, Rio Grande do Sul; † 17. Dezember 2020 in Cruz Alta) war ein brasilianischer Geistlicher und römisch-katholischer Bischof von Cruz Alta. Er war bekannt als Radiomoderator.

## Leben
Jacó Roberto Hilgert, Sohn aus einer Familie deutschstämmiger Einwanderer, empfing am 30. November 1952 durch Vicente Scherer die Priesterweihe. Er studierte von 1946 bis 1949 Philosophie am ehemaligen Zentralseminar von São Leopoldo und von 1949 bis 1952 Theologie. Er war in der Seelsorge im Erzbistum Porto Alegre (RS) tätig. Zunächst war er 1953 Genossenschaftsvikar der Pfarrei Montenegro und später der Pfarrei Camaquã. 1956 wurde er zum Pfarrer in Vila Rio in Branco in Canoas, wo er bis Ende 1959 blieb. Anschließend wurde er für 16 Jahre Pfarrer in Camaquã. 1969 wurde er zum Bischofsvikar von Camaquã ernannt.
Papst Paul VI. ernannte ihn am 19. Juli 1976 zum Bischof von Cruz Alta. Der Erzbischof von Porto Alegre, Alfredo Vicente Kardinal Scherer, spendete ihm am 26. September desselben Jahres die Bischofsweihe; Mitkonsekratoren waren João Cláudio Colling, Bischof von Passo Fundo, und José Ivo Lorscheiter, Bischof von Santa Maria. Sein bischöfliches Motto war „Ecce mater tua“.
Er war bekannt als Radiomoderator. 41 Jahre lang führte er jeden Morgen sein Radio-Programm „Minutos de Encontro“ auf dem Rádio Cruz Alta und mehreren anderen Stationen des Gebiets des Bistums durch.
Am 8. Mai 2002 nahm Papst Johannes Paul II. sein altersbedingtes Rücktrittsgesuch an. Er starb im Dezember 2020 im Alter von 94 Jahren an einem Herzstillstand.